# Municipio de Resen
El municipio de Resen (en idioma macedonio: Општина Ресен) es uno de los ochenta y cuatro municipios en los que se subdivide administrativamente Macedonia del Norte.

## Geografía
Este municipio se encuentra localizado en el territorio que abarca la región estadística de Pelagonia.

### Pueblos
- Arvati
- Asamati
- Bolno
- Brajčino
- Carev Dvor
- Dolna Bela Crkva
- Dolno Dupeni
- Dolno Perovo
- Drmeni
- Evla
- Ezerani
- Gorna Bela Crkva
- Gorno Dupeni
- Gorno Krušje
- Grnčari
- Izbišta
- Jankovec
- Konjsko
- Kozjak
- Krani
- Kriveni
- Kurbinovo
- Lavci
- Leskoec
- Leva Reka
- Ljubojno
- Nakolec
- Podmočani
- Pokrvenik
- Preljubje
- Pretor
- Rajca
- Slivnica
- Sopotsko
- Stenje
- Štrbovo
- Šurlenci
- Volkoderi
- Zlatari

## Población
La superficie de este municipio abarca una extensión de territorio de unos 550,77 kilómetros cuadrados. La población de esta división administrativa se encuentra compuesta por un total de 16.825 personas (según las cifras que arrojaron el censo llevado a cabo en el año 2002). Mientras que su densidad poblacional es de unos treinta y un habitantes por cada kilómetro cuadrado aproximadamente.